# Monts Grampians
Pour les articles homonymes, voir Grampian.
Les monts Grampians (Am Monadh en gaélique écossais) sont l'une des trois principales chaînes de montagnes d'Écosse. Ils dominent les plateaux de gneiss et de granites des massifs du sud et s'élèvent entre la vallée glaciaire et lacustre du Glenmore (en) et la dépression qui unit les firths du Forth et de la Clyde. Ils constituent la région la plus élevée des îles Britanniques et contiennent leur point culminant : le Ben Nevis (1 345 m). Sur les 283 montagnes classées comme munros car dépassant 914,5 mètres d'altitude, 164 se trouvent dans les Grampians.

## Toponymie
La première utilisation du nom Grampians date de 1520 ; elle fut faite par l'historien écossais Hector Boece, en adaptation du nom Mons Graupius employé par l'historien romain Tacite pour désigner le site d'une bataille de l'an 83. François de Puteoli l'avait retranscrit en Mons Grampius, l'orthographe Graupius étant retrouvée dans le Codex Aesinas (estimé au IXe siècle). La localisation de ce Mons Graupius, littéralement la « montagne Graupienne », est un sujet de débat parmi les historiens. La plupart le situent dans le massif des Grampians, à Raedykes, Megray Hill ou encore Kempstone Hill.
Au Moyen Âge, le massif était appelé the Mounths, un nom dérivé du gaélique Monadh, et qui désigne encore aujourd'hui une partie des contreforts des Grampians. Jusqu'au XIXe siècle, la chaîne, dans son intégralité, ne portait pas de nom, car elle était considérée comme une mosaïque de massifs distincts. Ce point de vue est encore vivace aujourd'hui, et se reflète dans l'absence de nom unique pour la chaîne en gaélique écossais ou en dialecte doric. La région des Grampians est traduite, en gaélique, par Roinn a'Mhonaidh.

## Géographie

### Situation

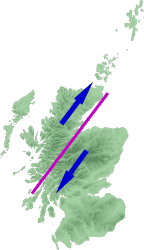
Ligne de faille du Great Glen formant la frontière nord-est.

La délimitation de la chaîne des Grampians prête à confusion. Les auteurs s'accordent sur la délimitation nord-est par la ligne de faille du Great Glen, mais ont proposé différentes versions sur l'autre frontière. Le problème essentiel est que la limite géologique naturelle, la ligne de faille des Highlands, n'est pas retenue au sens strict et certaines zones ainsi délimitées par les deux lignes de failles sont soustraites. En 1968, Wyness soustrait les zones au-delà de la Dee, et en 1975 Watson soustrait également les massifs jouxtant la Dee en les rattachant aux Cairngorms. De même, des cartes incluent différentes parties. La définition actuelle est que « Grampians est strictement applicable seulement à la partie montagneuse centrale de cette région » ; des études peuvent considérer l'ensemble de la zone déterminée par les deux lignes de faille, selon la discipline : il s'agit d'une même zone au sens géologique, ce qui ne crée donc pas de différence, mais les activités humaines ne sont pas les mêmes et la définition stricte s'applique dans une étude sociologique.
L'ancienne route reliant Aberdeen aux côtes du sud de l'Écosse, appelée Causey Mounth, est surélevée en de nombreux endroits en raison de la présence de tourbières, en particulier le Portlethen Moss. Cette route, seul chemin entre le château de Dunnottar, le château de Muchalls et le pont de Dee, joua un rôle important dans l'histoire des Covenantaires et des guerres des évêques. Une autre route notable, l'Elsick Mounth, traversant les Mounths, fut empruntée par l'armée romaine dans sa marche de Raedykes à Normandykes. Elle évite les tourbières de basse altitude comme la Red Moss, à l'ouest de Netherley.

### Topographie

#### Principaux sommets
Les sommets majeurs sont le Ben Nevis (1 345 m), point culminant des îles Britanniques, et le Ben Macdhui (1 309 m), second dans les îles Britanniques. Bien que ces sommets portent des névés, ils n'ont pas de neiges éternelles, et sont recouverts de pâturages et d'une végétation très verdoyante. La partie supérieure du Ben Nevis, incluant le sommet, est formée de granite et de lave. Cette alliance est inhabituelle puisque la lave provient du sommet d'un volcan tandis que le granite se forme dans les profondeurs, et est dû à une série de phénomènes initiés par une fracture de la chambre magmatique

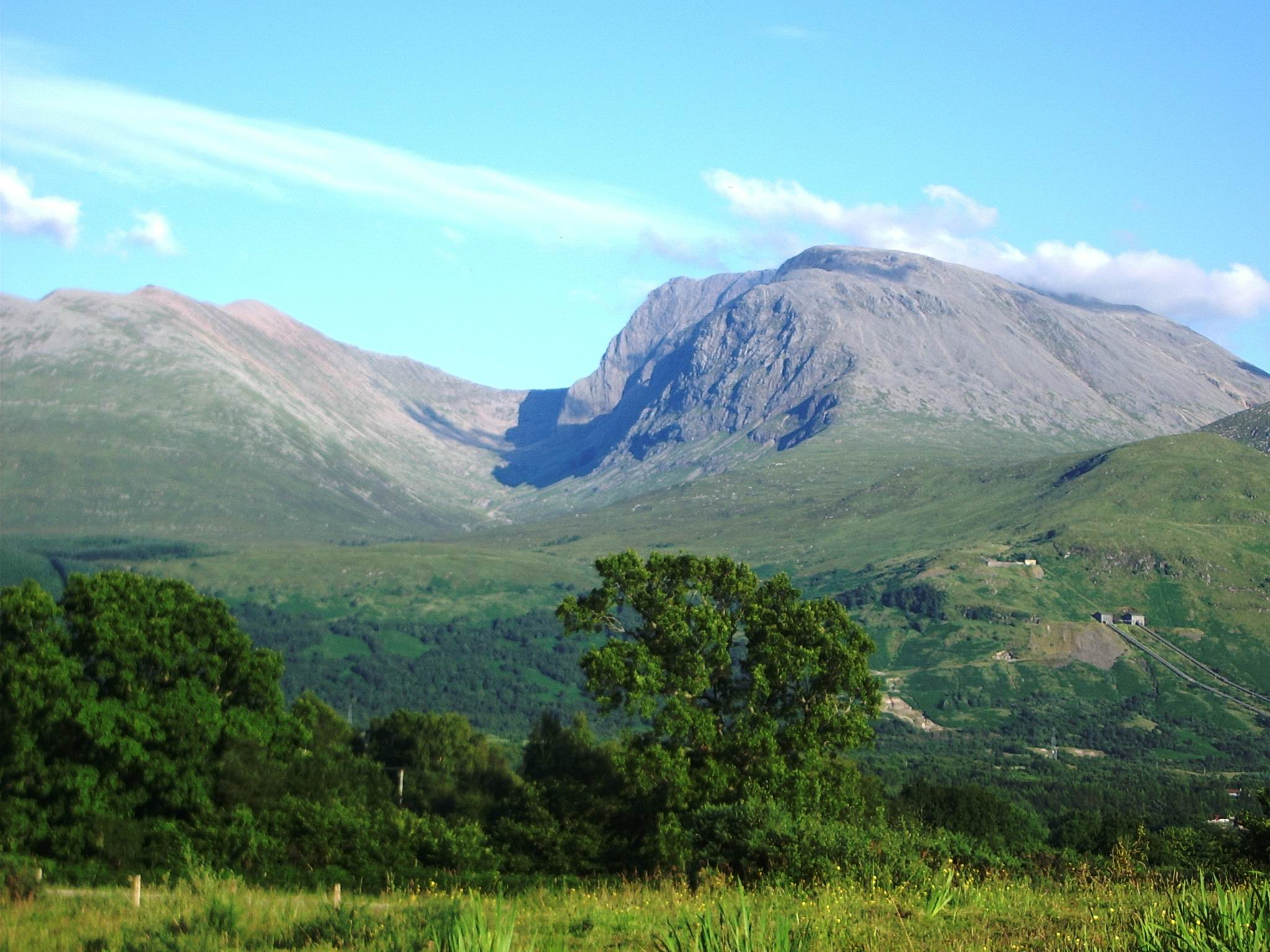
Ben Nevis, 1 345 m.
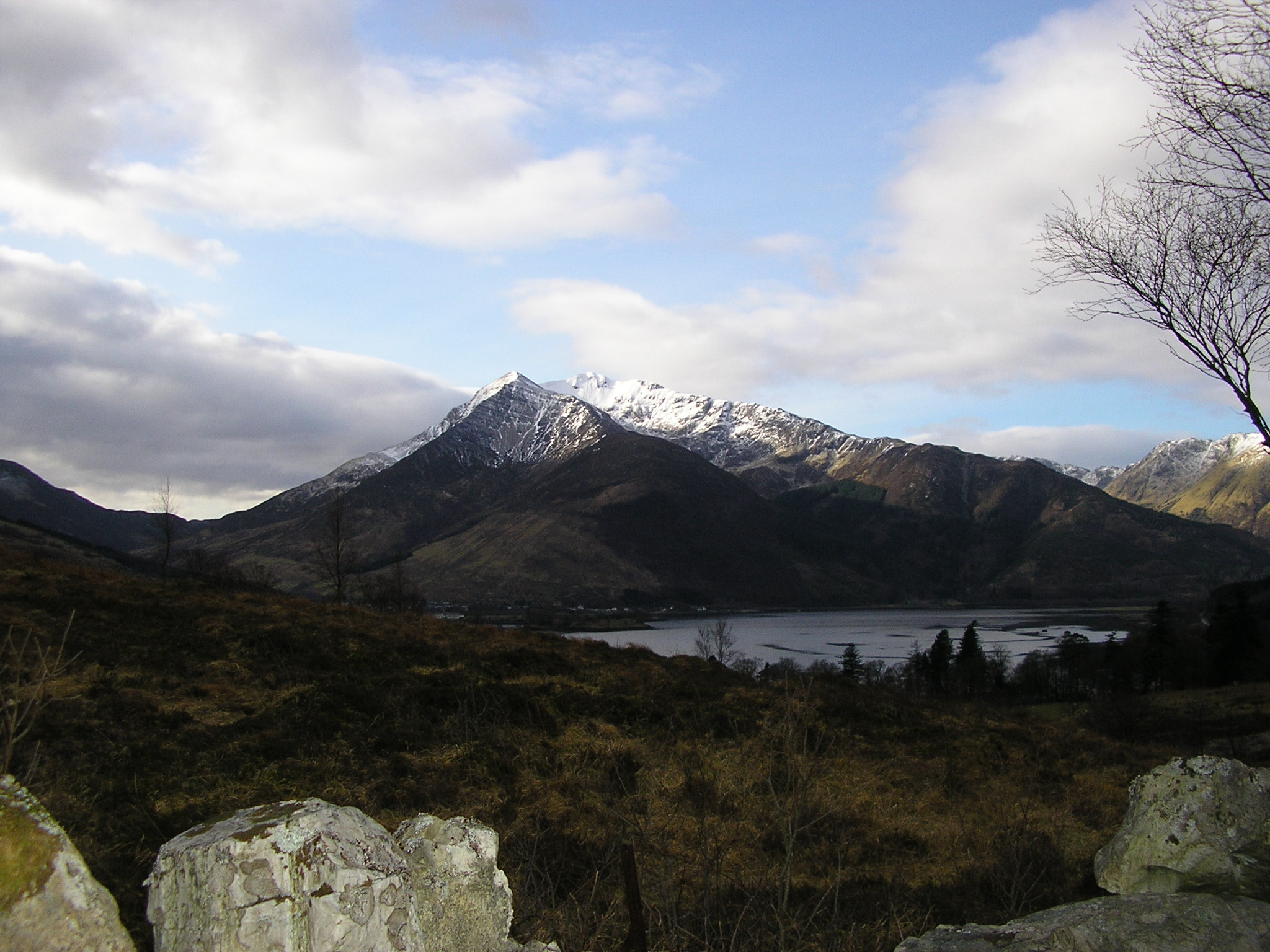
Beinn a' Bheithir, 1 024 m.
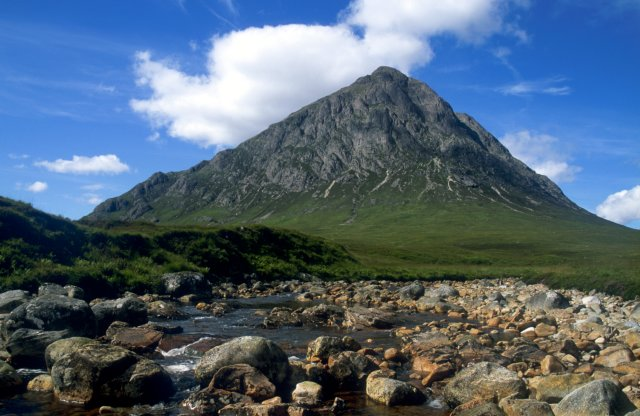
Buachaille Etive Mòr, 1 022 m.
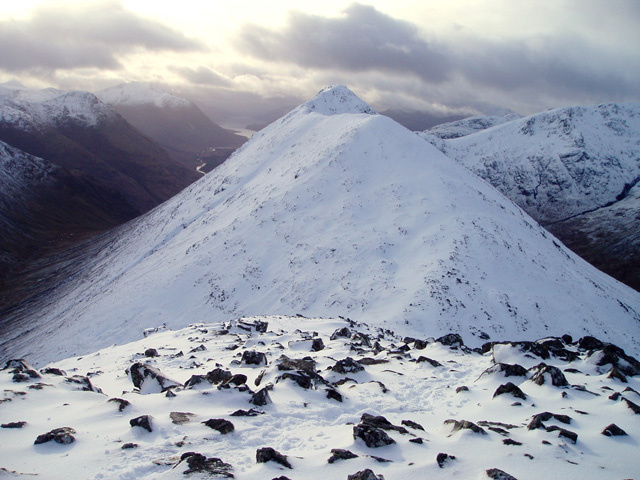
Buachaille Etive Beag, 958 m.

### Hydrographie
De nombreuses rivières et fleuves écossais ou du nord de l'Angleterre prennent leur source dans les Grampians. C'est le cas, entre autres, de la Tay, la Spey, la Cowie Water, le Burn of Muchalls, le Burn of Pheppie, le Burn of Elsick, le Cairnie Burn, la Don, la Dee et l'Esk.

### Climat
Les Grampians comptent en moyenne 100 jours de neige par an ; sur le Ben Nevis, à partir de 1 160 m d'altitude, se trouvent des champs de neige semi-permanents. Les changements climatiques récents entraînent un assèchement des sols, de par une moindre accumulation des neiges hivernales.

### Géologie

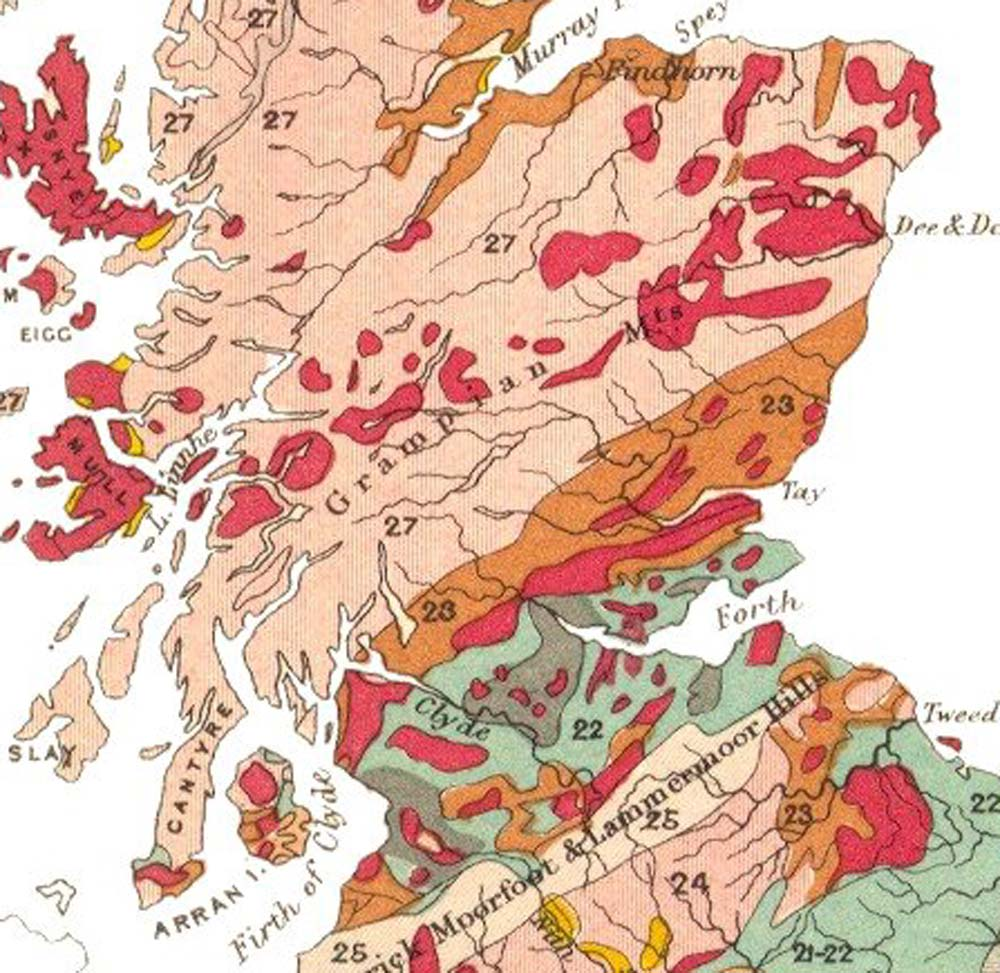
La ligne de faille des Highlands sépare la zone 23, de grès rouge et dépôts du Dévonien, de la zone 27, constituée de roches métamorphiques et dépôts de l'Archéen. La chaîne des Grampians au sens strict n'épouse pas exactement la même frontière.

Les Grampians sont principalement composés de roches magmatiques et métamorphiques. D'autres compositions notables sont les roches de la fin du Paléozoïque et du Mésozoïque, celles du Carbonifère vers la ligne de faille des Highlands, celles du Permien vers Lossiemouth, ou celles de la période géologique actuelle du Quaternaire. Le terme de Dalriadien fut inventé en 1891 par Archibald Geikie pour classer les roches métamorphiques, et cinq groupes en font partie : sud des Highlands, Argyll, Appin, Grampian ; le complexe migmatite du centre des Highlands n'est pas considéré comme groupe mais constitue également une des zones géologiques distinctes.
Le groupe du sud des Highlands est une bande d'une vingtaine de kilomètres de plus de 4 km d'épaisseur courant le long de la ligne de faille des Highlands, sur une superficie de 4 900 km2. Elle contient la formation volcanique de Tayvallich, et les principaux types de ses roches métamorphiques sont des roches métavolcaniques (c'est-à-dire produites par un volcan), du grès et de l'ardoise. Ces roches se sont formées dans un bassin turbide d'une mer profonde contenant également des roches volcaniques. Le groupe d'Argyll est une bande d'une dizaine de kilomètres et épaisse de 9 km continuant celle du sud des Highlands. D'une superficie de 5 700 km2, cette bande a quatre divisions. La première division est Islay, qui est en dehors des Grampians puisqu'il s'agit principalement des Hébrides et dont les roches résultent de la présence de failles et d'une glaciation ; le petit village portuaire de Port Askaig contient des débris de roches entraînés par les glaciers (nommés tillite), et le reste de la zone est dominé par le quartzite avec une présence de dolomie. Dans la seconde division, Easdale, les failles ont produit de profonds bassins où se trouve de l'ardoise. La troisième division, Crinan, recèle du grès à la présence de cônes sous-marins. La dernière zone, Tayvallich, contient des pillow lava et du calcaire,.
Le groupe d'Appin, de 4 km d'épaisseur, s'étend sur 2 100 km2 à la frontière nord-ouest (sur environ la moitié de la ligne de faille du Great Glen) et nord-est. Il est divisé en trois parties. La première, Blair Atholl, résulte d'un plateau continental et est constitué de calcaires ainsi que d'ardoise. La division de Ballachulish contient également du calcaire et de l'ardoise, mais du micaschiste et de quartzite y sont également présents. La dernière division, Lochaber, contient seulement du micaschiste et du quartzite,.
Le groupe Grampian, d'une superficie de 4 500 km2 et de 8 km d'épaisseur, constitue la zone restante sauf une partie du nord, et il comporte trois subdivisions. La subdivision d'Ord Ban, aussi appelée formation de Grantown ou Glenshirra, contient du quartzite et des conglomérats résultant de rivières et de mers peu profondes. La subdivision de Glen Spean ne résulte que de mers peu profondes et il y a donc une absence de conglomérat avec une présence dominante de quartzite sur une formation de 12 km. La dernière subdivision, Corrieyairack, contient du micaschiste, dont les minéraux principaux sont le quartz, du feldspath sans métaux alcalins (appelé plagioclase) et du mica (avec une présence de biotite plus souvent que de muscovite). Le complexe migmatite du centre des Highlands est la zone restante de 100 km2 au nord. D'un peu plus d'un kilomètre d'épaisseur, le complexe a la particularité de contenir du gneiss en plus de psammite et quartzite. Il se divise en deux parties, la succession de Dava et celle de Glen Banchor, mais les phénomènes géologiques ayant conduit à la composition actuelle sont mal compris,.

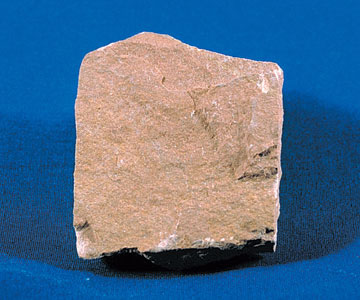
Pierre de limon, dont le type est répandu dans le groupe Sud des Highlands.
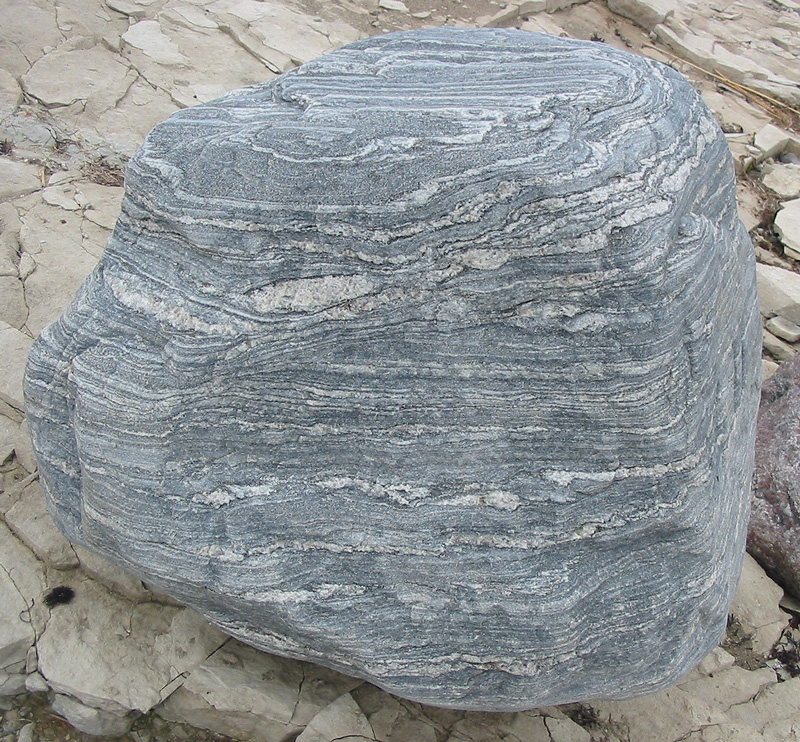
Les migmatites se trouvent à l'est de la ligne de faille du Great Glen, mais pas le long de la côte.
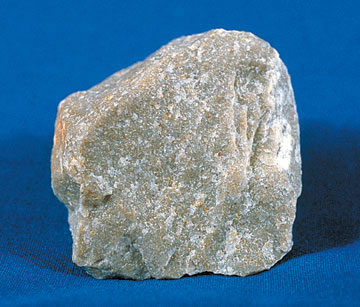
Du quartzite se trouve dans le complexe migmatite.
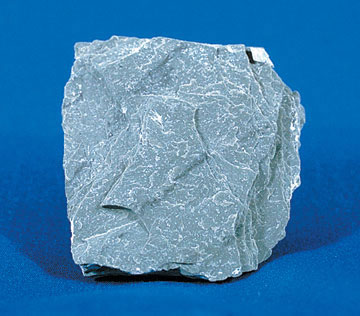
De l'ardoise se trouve dans le groupe Sud des Highlands ainsi que les divisions Easdale (du groupe Argyll) et Ballachulish (du groupe Appin).

### Faune et flore

#### Faune
La Spey et la Dee sont des rivières réputées pour leurs truites et saumons.
À la fin du XIXe siècle, une étude a retrouvé, parmi les insectes, un grand nombre d'espèces hyménoptères (2 350 espèces recensées sur 2 911, dont 937 Bombus et Psithyrus). Les espèces de lépidoptères principalement représentées sont du genre Noctuidae. Les espèces de diptères présentes sont en majorité du genre Muscidae.

#### Flore
La flore des Grampians est de type arctique-alpin. À la fin du XIXe siècle, 363 espèces avaient été recensées, dont 81 de type alpin ; 16 autres étaient issues d'une culture spécifique. Les fonds des vallées sont des sites particulièrement riches en espèces, alors que les landes et les sommets ont une biodiversité bien moindre.

## Activités humaines
La population des Grampians est éparse. L'agriculture, en petites exploitations, est la principale activité économique de cette région rurale ; 57 % des ménages agricoles exercent toutefois d'autres activités. Les Grampians contiennent de nombreux métaux précieux et fondamentaux ainsi que de la barite, utilisée par l'industrie pétrolière dans laquelle l'Écosse est également présente. Les mines de plomb, par exemple dans les veines de Kilmartin ou de Mulreesh, furent en activité entre 1741 et 1862 ainsi que de 1916 à 1925, avec un total d'environ 10 000 tonnes de plomb extraites ainsi que plusieurs tonnes d'argent. Les autres métaux extraits, en des quantités moindres, furent le cuivre, le nickel et le manganèse. Dans les années 1970, l'industrie fut relancée à travers la découverte de barite, zinc et plomb : la mine de Foss devint la plus importante productrice de barite du Royaume-Uni. Le gisement d'or de Cononish est considéré comme le principal du Royaume-Uni. Les gisements de Cononish et Lagalochan contiennent également du tellure.
Le tourisme a pris au fil des années une place importante en été comme en hiver avec des stations comme Aviemore offrant des ressources d'hébergement et des équipements adaptés à la pratique des sports d'hiver.